# Volodimir Volodimirovics Ovszijenko
Volodimir Volodimirovics Ovszijenko (ukránul: Володимир Володимирович Овсієнко; Ungvár, 1978. október 30. –) ukrán labdarúgó, jelenleg a Nyíregyháza Spartacus FC játékosa.

## Pályafutása
Ungvári születésűként a helyi csapatban kezdte meg profi pályafutását. 2 év után felkerült a fővárosi Arszenal Kijiv csapatához, ahol csak a tartalékok között lépett pályára. 3 év után megelégelte a szerepét és vissza igazolt Ungvárra, ahol első számú kapusként vették számításba. Nyíregyházára való szerződése előtt játszott még a PFK Olekszandrija, Obolony-Brovar Kijiv és a Naftovik Ohtirka csapataiban.

## Külső hivatkozások
- profilja a soccerway.com honlapján (angolul)
- adatlapja a HLSZ.hu-n (magyarul)
- Profil az mlsz.hu-n (magyarul)